# Inre Kalvträsket
Inre Kalvträsket är en sjö i Lycksele kommun i Lappland och ingår i Umeälvens huvudavrinningsområde. Sjön har en area på 0,206 kvadratkilometer och ligger 285,3 meter över havet. Sjön avvattnas av vattendraget Kalvbäcken.

## Delavrinningsområde
Inre Kalvträsket ingår i det delavrinningsområde (721530-163345) som SMHI kallar för Mynnar i Vormbäcken. Medelhöjden är 319 meter över havet och ytan är 22,98 kvadratkilometer. Räknas de 2 avrinningsområdena uppströms in blir den ackumulerade arean 46,95 kvadratkilometer. Kalvbäcken som avvattnar avrinningsområdet har biflödesordning 4, vilket innebär att vattnet flödar genom totalt 4 vattendrag innan det når havet efter 217 kilometer. Avrinningsområdet består mestadels av skog (79 procent) och sankmarker (17 procent). Avrinningsområdet har 0,43 kvadratkilometer vattenytor vilket ger det en sjöprocent på 1,9 procent.